# 電車男
『電車男』（でんしゃおとこ）は、インターネットの電子掲示板である2ちゃんねるへの書き込みを基にしたラブストーリー（恋愛小説）。名称は、投稿した人物のハンドルネームに由来する。ネットで生まれた感動の物語として単行本化されてベストセラーになり、漫画・映画・テレビドラマ・舞台にもなる。ネット発の純愛ストーリーとして世間でも話題となった。

## 概要
2ちゃんねるの独身男性板（通称毒男板）に「男達が後ろから撃たれるスレ」というものがあった。これは、カップル板の恋愛進行中の人々による書き込み（レス）をコピーしてきて貼り付け、彼女のいない独身男性（毒男）たちを滅入らせるスレッドであった。また、実際に一部のスレッド参加者が恋愛に挑戦して一部始終をリアルタイムで報告し、さらに他の参加者たち（スレ住人）を悶えさせたりすることもあった。
このスレッドに、2004年3月14日21時55分に「731」により投稿された一見何気ない書き込み（749）が、物語の発端である。彼は「電車の中で酔っ払いに絡まれた女性を助けてお礼を言われた」と書き、さらに数日してから、助けたお礼にエルメスのティーカップが届けられたという書き込みをしたため、スレッドは矛盾点を指摘して「創作だ」とする意見や、逆に電車男を応援する意見、嫉妬の意見などで一気に盛り上がった。男性は当初、発言番号731を名乗っていたが、スレッド参加者は電車で運命の出会いをしたことから彼を「電車男」、相手の女性をエルメスのティーカップを贈ったことから「エルメス」と呼ぶようになり、のちに彼も「電車男」を固定ハンドルにして書き込むようになった。
彼は、「彼女いない歴＝年齢」のアキバ系ヲタクを自認し、それまでデートもしたことがないため、お礼の電話はどうするか・どうやって誘ったらいいか・どんな服装をしたらよいか、などスレッドに次々と相談を書き込んだ。これに対して、女性も含む他の参加者（スレ住人）からは様々なアドバイスが寄せられ、その甲斐あって電車男もデートを実現させ、ファッションにも気を配り、オタクグッズを処分して、次第にもてない男から成長しエルメスとの交際を進めていった。スレ住人たちは約2か月の間電車男を応援し、その報告を待ちわび、2人がどうなるかと固唾を飲んで見守っていたが、5月9日、電車男から「好きだと告白してうまくいった」旨の書き込みがあった。掲示板には多くの祝福のメッセージが寄せられた。
なお、電車男の書き込みはしばらく続き、5月17日に性交渉の模様について書き込み、最後にスレ住人たちへの感謝を述べてインターネットから姿を消した。書き込みについては「下手なエロ小説」と少々非難を浴びたが、最後まで電車男とエルメスの幸せを願う者もいた。

## 人気の拡大について
電車男のストーリーが話題になったのは、2ちゃんねるよりもむしろ、40個近い電車男関連スレッドから電車男の書き込みと電車男に好意的な意見を抜粋して連日掲載したまとめサイト の評判が広がった結果であり、電車男は知っているが2ちゃんねるは知らない、という人もいる。
恋愛ストーリーの内容自体は非常にありふれたものだが、自分自身も恋人のいないモテない男を含むスレッド住人たちが、見ず知らずの他人の恋路を懸命に応援する姿が読者の共感や感動を呼び、大手メディアによるネットニュースや芸能人のブログによる宣伝により爆発的なブームとなり、電車男の書き込みが無くなった5月18日に書籍化などのメディアミックス商品展開が発表された。

## 書籍化について
単行本『電車男』（ISBN 4104715018）は、2004年10月22日に新潮社から発売された。
この書籍は、3月14日から5月16日までの電子掲示板の書き込みの様子を掲載している。2ちゃんねるを知らない人にもスレッドの雰囲気を伝えることを狙ったため、あえて小説化はせず、アスキーアートなども含めてスレッドの書き込みをそのまま掲載したとされる（また2ちゃんねる独特の用語についても解説が付いている）。ただし、膨大な分量にのぼるスレッド全文がそのまま掲載されたわけではなく、あくまで掲載されたのは上記の「まとめサイト」を元にしたものである、書籍『封印された「電車男」』（安藤健二・著）によれば、単行本『電車男』に掲載された文章はスレッド全体のわずか 6.4 % に過ぎないという。消費者の介入によって生成されるコンテンツ、という意味でUGC（ユーザー生成コンテンツ）のひとつと考えられる。
単行本の著者は中野独人（なかのひとり）名義であるが、これは「中の一人」を意味するシャレであり、インターネット掲示板に集まる人たちを意味する架空の名前であって、特定の著者が人間として存在するわけではない（概念としては「共有筆名」に近い）。
漫画化や映画化・ドラマ化もされたことで、書籍の発行部数は2005年6月20日に101万5000部を突破したと新潮社が発表。あわせて「電車男」のコメントも発表された。新聞社によっては、中野独人のコメントとしている。
2006年7月には英語訳 『Train Man』 が、イギリスの Constable and Robinson 社から刊行された（ISBN 1845293517）。
本作品のヒットの影響として、ベノア（物語の中でエルメスが電車男にふるまう紅茶）を取り扱う銀座松坂屋（現・GINZA SIX）で若年のカップルの客が増えるといったことがあった。

## メディアミックスについて
書籍版を底本として、次のようなメディアミックス展開がされている。

### 映画
2005年6月4日より、東宝系で上映。純愛映画として大きなヒットになった。山田孝之が扮する電車男が慌てふためきネット上で報告・相談するシーンでは、オタクや看護師など掲示板の相手と顔文字混じりに高速のやり取りを行う。主題歌はORANGE RANGEの「ラヴ・パレード」。掲示板サイトの名称は「2ちゃんねる」ではなかった。ロケは北総鉄道の駅や車内、旧新橋停車場前などで行われている。
東宝の発表によれば、公開40日目の7月13日で観客動員は200万人を突破、その後もテレビドラマとの相乗効果で健闘し、DVD化にあたり東宝は「最終的に興行収入は35億円に達した」と発表している。最終的な興行収入は37億円。

#### キャスト
- 電車男：山田孝之 - 後にTVドラマ版の第1回にゲスト出演する。
- エルメス：中谷美紀
- ネットの住人達
  - 看護師・りか：国仲涼子
  - ヒッキー・ひろふみ：瑛太
  - サラリーマン・ひさし：佐々木蔵之介
  - 主婦・みちこ：木村多江
  - オタクA・よしが：岡田義徳
  - オタクB・たむら：三宅弘城
  - オタクC・むとう：坂本真
- エルメスの父：寺泉憲
- エルメスの母：田島令子
- 松田悟志
- 菊池隆則
- ベノアの店員：田中美里
- 家具付きアパートメント店員：白石美帆
- 田中幸太朗
- 歌川椎子
- 吉利治美
- 氏家恵
- いとうあいこ
- 福井裕佳梨
- 清水萌々子
- 桜井聖
- 山下真広
- 中泉英雄
- 高木裕喜
- KANA
- 波岡一喜
- 藤田剛士
- 木村剛
- イアン・ムーア
- 牧野由依
- 田中いちえ
- 那須ゆかり
- 松本由香里
- 春日雅行
- エルメスの友人：西田尚美
- 暴れるおじさん：大杉漣
- 若い男：伊藤淳史 - TVドラマ版の電車男役。
- 若い女：伊東美咲 - TVドラマ版のエルメス役。

#### スタッフ
- 監督：村上正典
- 脚本：金子ありさ
- 音楽：服部隆之
- エグゼクティブ・プロデューサー：市川南、小岩井宏悦
- 技術協力：バスク
- 美術協力：フジアール
- 現像：東京現像所
- 企画：川村元気
- 企画協力：春名慶
- 製作者：島谷能成、関一由、細野義朗、安永義郎
- プロデュース：山内章弘、仁平知世、稲田秀樹
- 製作委員会メンバー：東宝/フジテレビジョン/S・D・P/博報堂DYメディアパートナーズ

### 舞台
2005年8月5日から8月27日まで東京公演。その他は大阪・名古屋・仙台・北九州・長崎より5公演。9月11日全公演終了。

#### キャスト
- 電車男：武田真治
- エルメス：優香（声の出演）
- 河原雅彦
- 鈴木一真
- モロ師岡
- 佐伯新
- 脇知弘
- 千代将太

#### スタッフ
- 脚本・演出：堤幸彦
- 共同演出：大根仁

### 漫画
2004年以降、以下の漫画化作品が出版された。
- 『電車男 ネット発、各駅停車のラブ・ストーリー』（画・原秀則）
  - 『週刊ヤングサンデー』（小学館）連載、単行本全3巻
    1. 2005年5月5日初版発行（2005年4月5日発売）、ISBN 4-09-153211-X
    2. 2005年7年5日初版発行（2005年6月3日発売）、ISBN 4-09-153212-8
    3. 2005年10年5日初版発行（2005年9月5日発売）、ISBN 4-09-153213-6

  - Editions Kurokawa よりフランス語版『Densha otoko - l'homme du train』全3巻発売
  - VIZ Mediaより英語版『Train Man: Densha Otoko』発売
- 『電車男 がんばれ毒男!』（画・道家大輔）
  - 『ヤングチャンピオン』（秋田書店）連載、単行本全3巻
  - Editions Taifu Comics よりフランス語版『Le garçon du train』（直訳は「電車の少年」）発売
- 『電車男 でも、俺旅立つよ。』（画・渡辺航）
  - 『チャンピオンRED』（秋田書店）連載、単行本全3巻
  - CMXより英語版『Densha Otoko: The Story of a Train Man Who Fell in Love With A Girl』発売

- 『電車男 美女と純情ヲタク青年のネット発ラブストーリー』（画・御茶まちこ）
  - 『デザート』（講談社）連載、単行本全1巻
    - 2005年6月13日初版発行（同日発売）、ISBN 4-06-365325-0

  - Del Rayより英語版『Train_Man: A Shōjo Manga』発売
- 『電車男 Spring is Coming』（画・橋本ライカ）
  - 『Judy』（小学館）シリーズ連載（全3話）、未単行本化

### 朗読劇
- 2005年3月12日 - 3月14日にシアターアプルで前編を、5月9日に東京国際フォーラムホールＣで後編と2回に分けて上演[4]。

キャスト
- 電車男：朴璐美
- エルメス：井上喜久子
- 父親（スレ住人）：堀内賢雄
- 自転車男（スレ住人）：高橋広樹
- クレオ（スレ住人）：横山智佐

### CDドラマ
2005年9月22日にVol.1が発売
- 電車男：平川大輔
- エルメス：島本須美
- スレ住人：古谷徹
- スレ住人：三石琴乃
- スレ住人：緑川光
- スレ住人：渡辺久美子

### テレビドラマ（アメリカ）
2018年10月にアメリカのグローバルロードテレビジョンが『Train Man』の題名でリメイクすることを明らかにした。

### その他
- 映画化されなかったもう一つの「電車男」として、アダルトビデオ『電車男の接吻とセックス』が販売されている（2005年7月19日、ドグマ発売）。監督二村ヒトシ、出演小泉キラリ。実際に掲示板に書き込まれた台詞が利用されている。
- 2004年12月21日新潮社の発表によると、電車男の漫画化・映画化の著作権使用料は新潟県中越地震の復興に寄付されるという。これは二次使用分のみであり、書籍の印税は含まれない。

### 映画版とTVドラマ版の両方に出演した俳優
- 山田孝之（TVドラマ版第1話で酔っ払いを取り押さえるサラリーマン役で出演している）
- 白石美帆（映画版でカメオ出演している）
- 波岡一喜
- 伊藤淳史（映画版でエンディングに出演している）
- 伊東美咲（映画版でエンディングに出演している）

## 考察

### 真実性について
電車男の物語が真実であるか否かについては議論が分かれている（書籍版には、「実話である」と明言されている箇所はない）。舞台となった2ちゃんねる内部では、一般的な受容と違って、電車男のストーリーは実話ではなく感動に値しないといった反応のほうが主流である。実際、物語の冒頭部分における駅員の対応や、電車男の20代の若者としてはやや不自然な言動など、真実性に疑問が残る点がいくつか指摘されており、インターネット上にはそれらを検証するサイトが複数存在する。一連の掲示板の書き込みに電車男とされる人物自身の自作自演行為が含まれているのではないかという疑いや複数の人間による工作であるという説も存在し、ミュージシャンの大槻ケンヂも作家による創作（やらせ）の可能性を示唆している。
ただし2005年4月17日付朝日新聞朝刊において、新潮社の担当編集者・郡司裕子は電車男に会ったと証言しており、2ちゃんねる管理人の西村博之（ひろゆき）も面会したと述べている。同記事においては、ひろゆき＝電車男説すら提示された。

### 5月17日分の投稿の掲載見送りについて
書籍は3月14日から5月16日までの投稿を収録しているが、前記のように5月17日に電車男はエルメスとの性的なシーンを2ちゃんねるに投稿し批判も寄せられていた。この箇所の有無によりストーリーは全く変わってしまうが、書籍では掲載されていない。これは、電車男本人が「まとめサイトへの掲載はしないでほしい」という内容の書き込みをしたのが一因であると考えられているが、電車男を純愛物語として成立させるため、5月17日のエピソードは封印する必要があったのではないかという見方もあり、高橋源一郎も同様の意見を述べている。

### 評価・批評について
一般からの意見としては、2ちゃんねるのヘビーユーザーというよりもそういった文化とは普段なじみのない層から支持されている。
『電車男』を読んで大泣きしたという社会学者の北田暁大は、内輪でしか通用しない独特の用語（2ちゃん語）を駆使しアイロニカルな発言を繰り返す2ちゃんねらーが「感動もの」の物語をつくりあげたところが重要であり、その点から本作品は小説『世界の中心で、愛をさけぶ』や韓国ドラマ『冬のソナタ』などのヒットに代表されるゼロ年代の「純愛ブーム」の文脈で語られるべきではないと述べている。
作家の本田透は、『電車男』の物語は純愛志向のオタク青年（電車男）に対し恋愛資本主義的（恋愛関係までもが資本主義に取り込まれた状態）な女性（エルメス）が「大人のキス」「脱オタク」など強要してそのシステムを前提としたルールへの適応の強要を迫る作品であると批判的に捉らえている。また、『電車男』を感動もののストーリーとして成立させているのは電車男を応援したインターネット上の無名の男性たちであるにもかかわらず彼らに印税が入らないことも批判している。
ライターの白河桃子は、エルメスのことを（酒井順子がいうところの）負け犬だとし、オタクと負け犬という一見すれば接点のない両者は実は相性のよい存在ではないかと論じた。
評論家の鈴木淳史は、『電車男』を田中康夫が1980年に発表した小説『なんとなく、クリスタル』と比較している。両者とも記号的な固有名詞をちりばめた表現が特徴になっているが、純愛物語として受容されている『電車男』に対して『なんとなく、クリスタル』では主人公の女性が比較的（性的に）奔放な生活を送っているさまが描写されており、また『なんとなく、クリスタル』（1980年代）の感性では読者が作品中での上流階級の生活を見上げる目線で感覚を共有していたのに対し、『電車男』では読者がやや「上から目線」で（童貞・オタクの恋愛弱者である）電車男を見守るという形で一体感を得られるようになっていることを指摘している。
批評家の東浩紀は、メディアを送信者と受信者の間に非対称性の存在する「コンテンツ志向性メディア（本・CDなど）」と、非対称性の存在しない、双方向な「コミュニケーション志向性メディア（ゲーム・インターネットなど）」に分けるという考え方を示しているが、その上で後者のメディアが副産物として前者のメディアを生成することがあるとし、その一例として本作を挙げている。つまり、インターネット（2ちゃんねる）というコミュニケーション志向性メディア上で行われた無数の匿名の利用者のやりとりが、『電車男』の物語というコンテンツ志向性メディアを生み出したと考えられる。
作家の中沢健は「電車男が女性と付き合うためにアニメグッズを捨ててしまう描写などに疑問を感じる。『女の子も好きだけどアニメも好き』という葛藤があるべきではないか」と語っている。
社会学者の富田英典は、現実世界での恋愛とメディア空間での匿名のアドバイスという2つが重ね合わせられていることに注目し、現代の若者が複合現実感の意識を持ち始めてきた証であるとしている。
大森望と豊﨑由美は二人そろって絶賛した。